# Ерпо фон Боденхаузен
Ерпо Крафт Бодо Ернст Густав Вилке Фрайхер фон Боденхаузен (на немски: Erpo Kraft Bodo Ernst Gustav Wilke Freiherr von Bodenhausen) е немски офицер, служил по време на Първата и Втората световна война.

## Биография

#### Ранен живот и Първа световна война (1914 – 1918)
Ерпо фон Боденхаузен е роден на 12 април 1897 г. в замъка Арнщайн, близо до Касел, Германия. През 1915 г. се присъединява към армията като офицерски кадет от кавалерията. Служи по време на Първата световна война и се издига до звание лейтенант.

##### Междувоенен период
След войната се присъединява към Райхсвера.

#### Втора световна война (1939 – 1945)
В началото на Втората световна война вече е със звание оберстлейтенант и командва 8-и кавалерийски стрелкови полк. На 21 декември 1940 г. поема командването на 28-и стрелкови полк, а 28 май 1942 г. на 23-та стрелкова бригада, а на 20 април 1943 г. му е поверено командването на 12-а танкова дивизия. Командва формированието по време на боевете в Курландския чувал. Самоубива се на 9 май 1945 г. близо до Гробиня, Курландия.

## Военна декорация
| - Германски орден „Железен кръст“ (1914) – II (?) и I степен (?) - Германска „Значка за раняване“ (1914) – черна (27 септември 1918) - Германски орден „Кръст на честта“ (1934) - Германски орден „Железен кръст“ (1939, повторно) – II (22 септември 1939) и I степен (30 септември 1939) - Германска „Значка за раняване“ (1939, повторно) – сребърна (?) и златна (?) | - Германска „Танкова значка“ (1940) – бронзова (1 ноември 1940) - Орден „Германски кръст“ – златен (3 януари 1942) - Германски медал „За зимна кампания на изтока 1941/42 г.“ (?) - Рицарски кръст (17 декември 1943) - Упоменат 2-пъти в ежедневния доклад на Вермахтберихт (18 февруари и 28 декември 1944) |